# Les Académistes
Les Académistes est une comédie en cinq actes et en vers de Charles de Saint-Évremond, composée en 1637 ou 1638, revue dans une version en trois actes vers 1680. Il s'agit d'une satire de l'Académie française, instituée par Richelieu en 1635.

## Rédaction
Saint-Évremond rédige sa comédie en 1637 ou 1638 dans le but de railler les « mesquines discussions dans le travail linguistique entrepris par l'Académie française », sans viser pour autant « tous les académiciens ».

## Personnages
- Faret
- Tristan
- Saint-Amant
- Godeau
- Colletet
- Chapelain
- Habert
- L'Estoile
- Gombauld
- Le marquis de Bréval
- Chérisy (ou Sérisay), président de l'assemblée
- Boisrobert
- Silhon
- Mademoiselle de Gournay
- Baudoin
- Le sergent
- Le geôlier
- Monsieur le chancelier

La scène est à Paris, chez Camusat, rue Saint-Jacques, à la Toison d'Or.

## Révisions
Tristan L'Hermite paraît comme personnage dans la scène d'ouverture des Académistes dans la version d'origine :
Quoique fort peu savants, ils ont bien le courage

De gloser tous les jours dessus notre langage,

Mais ils passent deux ans à réformer six mots.

                                             (Acte I, scène I)
La présence de Tristan a surpris dans « cette spirituelle satire », notamment parce que « Saint-Évremond, si bien informé par ailleurs, ne pouvait ignorer que Tristan ne faisait pas partie de l'Académie » à cette date. Le trio qu'il compose avec Saint-Amant et Faret  (Acte IV, scène II) n'en est pas moins sympathique. Lorsque Saint-Évremond réécrit sa pièce, vers 1680, dans une version en trois actes publiée dans un tome posthume de ses Œuvres mêlées, en 1705, le rôle de Tristan a disparu.

## Postérité
L'Anthologie du théâtre du XVIIe siècle, dans la Bibliothèque de la Pléiade, reproduit la version intégrale et non corrigée des Académistes.